# Cecropis hyperythra
Cecropis hyperythra là một loài chim trong họ Hirundinidae.